# Legendary (serie televisiva)
Legendary è un programma televisivo statunitense in onda dal 27 maggio 2020 sulla piattaforma straming HBO Max con la conduzione di Dashaun Wesley.
La prima edizione è andata in onda dal 27 maggio al 9 luglio 2020 per nove puntate ed è stata vinta dalla House of Balmain.
La seconda edizione è andata in onda dal 6 maggio al 10 giugno 2021 per dieci puntate ed è stata vinta dalla House of Miyake-Mugler.
Il 17 giugno 2021 viene annunciato il rinnovo del programma per la terza edizione, che è andata in onda dal 19 maggio al 9 giugno 2022 per dieci puntate con la vittoria della Kiki House of Juicy Couture.
Nel 2022 HBO Max ha confermato la cancellazione dello show dopo solo tre edizioni.

## Il programma
Il programma è un talent show musicale con protagonisti dei collettivi LGBTQ (dette "House") provenienti dalla ball culture di New York. In ogni edizione la serie segue le vicende dei membri di otto House, che competono in dei ball (eventi di vogueing e danza) dai vari temi, con l'obiettivo di conquistare il premio finale dal valore di 100000 $.
Ogni House può includere cinque membri, incluso un leader chiamato Madre o Padre della House. La giuria in studio è composta da quattro giudici fissi ed un quinto ospite che varia in settimana.
La maggior parte delle categorie prevede un round di qualificazione, il gruppo o un singolo membro che rappresenta ogni House si esibisce di fronte per i giudici, che secondo la terminologia della ball culture mostrano la loro approvazione oppure la loro disapprovazione. Per avanzare al round successivo, un concorrente non deve ricevere giudizi negativi da alcun giudice. Nel secondo round, i concorrenti si affrontano in battaglie ad eliminazione diretta fino a quando rimane solo uno di loro, che viene nominato vincitore della categoria. Il vincitore di ogni battaglia è deciso dalla maggioranza dei voti dei giudici. L'unica eccezione alla regola coinvolge l'intero collettivo della House che, invece di esibirsi ad un round di qualificazione e un round di battaglia, si esibisce davanti ai giudici per ricevere le critiche, per poi annunciare la House vincitrice della settimana che viene determinata dal consenso dei giudici.
Alla fine delle sfide settimanali i giudici deliberano sul decidere la House che ha ricevuto le migliori critiche, e che dunque viene decretata "Superior House" della settimana, oltre a decretare le due House a rischio eliminazione. Ogni Madre o Padre delle House a rischio eliminazione nomina un membro della propria House che parteciperà ad una battaglia di vogueing con un tema selezionato dai giudici. La House vincitrice può continuare nella competizione, mentre la perdente sarà eliminata.
A partire dalla seconda edizione viene introdotto una leggera modifica al format, con i giudici che assegnano in maniera individuale ad ogni esibizione un punteggio da 0 a 10 punti, con la somma totale dei punteggi che decreta la classifica settimanale.

## Edizioni
| Edizione | Conduzione     | Periodo        | Periodo        | Puntate | Concorrenti | Giuria        | Giuria    | Giuria           | Giuria              | DJ    | Stilista     | Coreografo    | Coreografo     | Vincitore                   |
| Edizione | Conduzione     | Inizio         | Fine           | Puntate | Concorrenti | Giuria        | Giuria    | Giuria           | Giuria              | DJ    | Stilista     | Coreografo    | Coreografo     | Vincitore                   |
| -------- | -------------- | -------------- | -------------- | ------- | ----------- | ------------- | --------- | ---------------- | ------------------- | ----- | ------------ | ------------- | -------------- | --------------------------- |
| 1ª       | Dashaun Wesley | 27 maggio 2020 | 9 luglio 2020  | 9       | 8           | Jameela Jamil | Law Roach | Leiomy Maldonado | Megan Thee Stallion | MikeQ | Johnny Wujek | Tanisha Scott | Non presente   | House of Balmain            |
| 2ª       | Dashaun Wesley | 6 maggio 2021  | 10 giugno 2021 | 10      | 10          | Jameela Jamil | Law Roach | Leiomy Maldonado | Megan Thee Stallion | MikeQ | Johnny Wujek | Tanisha Scott | Jamari Balmain | House of Miyake-Mugler      |
| 3ª       | Dashaun Wesley | 19 maggio 2022 | 9 giugno 2022  | 10      | 10          | Jameela Jamil | Law Roach | Leiomy Maldonado | Keke Palmer         | MikeQ | Johnny Wujek | Tanisha Scott | Non presente   | Kiki House of Juicy Couture |

## Concorrenti

### Prima edizione (2020)
| House                | Concorrenti                  | Posizione            |
| -------------------- | ---------------------------- | -------------------- |
| House of Balmain     | Father Jamari Balmain        | Vincitori            |
| House of Balmain     | Cali Balmain                 | Vincitori            |
| House of Balmain     | Calypso Jetè Balmain         | Vincitori            |
| House of Balmain     | Gravity Balmain              | Vincitori            |
| House of Balmain     | Torie Balmain                | Vincitori            |
| House of Lanvin      | Mother Eyricka Lanvin        | Secondi classificati |
| House of Lanvin      | Carlos Lanvin                | Secondi classificati |
| House of Lanvin      | Makayla Lanvin               | Secondi classificati |
| House of Lanvin      | Pack-Rat Lanvin              | Secondi classificati |
| House of Lanvin      | Zay Lanvin                   | Secondi classificati |
| House of Escada      | Father London Escada         | Terzi classificati   |
| House of Escada      | Jazzul Escada                | Terzi classificati   |
| House of Escada      | Shyanne Escada               | Terzi classificati   |
| House of Escada      | Twilight Escada              | Terzi classificati   |
| House of Escada      | Yyoyo Escada                 | Terzi classificati   |
| House of Gucci       | Father Gorgeous Gucci        | Eliminati            |
| House of Gucci       | Delicious Gucci              | Eliminati            |
| House of Gucci       | Deshon Gucci                 | Eliminati            |
| House of Gucci       | Jeter Gucci                  | Eliminati            |
| House of Gucci       | Miracle Gucci                | Eliminati            |
| House of Ninja       | Mother Dolores Ninja         | Eliminati            |
| House of Ninja       | Chise Ninja                  | Eliminati            |
| House of Ninja       | Jamie Ninja                  | Eliminati            |
| House of Ninja       | Lady Sattva Ninja            | Eliminati            |
| House of Ninja       | Sharron Ninja                | Eliminati            |
| House of Ebony       | Mother Isla Ebony            | Eliminati            |
| House of Ebony       | Machante Ebony               | Eliminati            |
| House of Ebony       | Shorty Ebony                 | Eliminati            |
| House of Ebony       | Shy Ebony                    | Eliminati            |
| House of Ebony       | Xa'Pariis Ebony              | Eliminati            |
| House of St. Laurent | Mother Michell'e St. Laurent | Eliminati            |
| House of St. Laurent | Champ St. Laurent            | Eliminati            |
| House of St. Laurent | Christian St. Laurent        | Eliminati            |
| House of St. Laurent | Mikoko St. Laurent           | Eliminati            |
| House of St. Laurent | Pretty St. Laurent           | Eliminati            |
| House of West        | Father James West            | Eliminati            |
| House of West        | Destiny West                 | Eliminati            |
| House of West        | Buffy West                   | Eliminati            |
| House of West        | Maurice West                 | Eliminati            |
| House of West        | Wilma West                   | Eliminati            |

### Seconda edizione (2021)
| House                     | Concorrenti               | Posizione            |
| ------------------------- | ------------------------- | -------------------- |
| House of Miyake-Mugler    | Father Arturo Mugler      | Vincitori            |
| House of Miyake-Mugler    | Diego Mugler              | Vincitori            |
| House of Miyake-Mugler    | Malik Mugler              | Vincitori            |
| House of Miyake-Mugler    | Prince Mugler             | Vincitori            |
| House of Miyake-Mugler    | Tati Mugler               | Vincitori            |
| House of Balenciaga       | Mother Shannon Balenciaga | Secondi classificati |
| House of Balenciaga       | Cha Cha Balenciaga        | Secondi classificati |
| House of Balenciaga       | Honey Balenciaga          | Secondi classificati |
| House of Balenciaga       | Jupiter Balenciaga        | Secondi classificati |
| House of Balenciaga       | Kalik Balenciaga          | Secondi classificati |
| House of Comme des Garçon | Mother Stasha Garçon      | Eliminati            |
| House of Comme des Garçon | Egypt Garçon              | Eliminati            |
| House of Comme des Garçon | Milan Garçon              | Eliminati            |
| House of Comme des Garçon | Savion Garçon             | Eliminati            |
| House of Comme des Garçon | Tonka Garçon              | Eliminati            |
| House of Oricci           | Father Omari Oricci       | Eliminati            |
| House of Oricci           | Alora Oricci              | Eliminati            |
| House of Oricci           | Gillette Oricci           | Eliminati            |
| House of Oricci           | Karma Oricci              | Eliminati            |
| House of Oricci           | Remi Oricci               | Eliminati            |
| House of Tisci            | Mother Gia Tisci          | Eliminati            |
| House of Tisci            | Dro Tisci                 | Eliminati            |
| House of Tisci            | Simone Tisci              | Eliminati            |
| House of Tisci            | Stanley Tisci             | Eliminati            |
| House of Tisci            | Tray Tisci                | Eliminati            |
| House of Icon             | Father Jamil Icon         | Eliminati            |
| House of Icon             | Flex Icon                 | Eliminati            |
| House of Icon             | Kylie Kat Icon            | Eliminati            |
| House of Icon             | Sakori Icon               | Eliminati            |
| House of Icon             | Ziggy Icon                | Eliminati            |
| House of Milan            | Mother Jocelyn Milan      | Eliminati            |
| House of Milan            | King Aus Milan            | Eliminati            |
| House of Milan            | Maleek Milan              | Eliminati            |
| House of Milan            | Marlene Milan             | Eliminati            |
| House of Milan            | Tysaun Milan              | Eliminati            |
| House of Luxe             | Father Nemo Luxe          | Eliminati            |
| House of Luxe             | Akasha Luxe               | Eliminati            |
| House of Luxe             | Becky Luxe                | Eliminati            |
| House of Luxe             | Dizzy Luxe                | Eliminati            |
| House of Luxe             | Jah Luxe                  | Eliminati            |
| House of Prodigy          | Mother Jacen Prodigy      | Eliminati            |
| House of Prodigy          | Dejiavu Prodigy           | Eliminati            |
| House of Prodigy          | Gee Prodigy               | Eliminati            |
| House of Prodigy          | Hank Prodigy              | Eliminati            |
| House of Prodigy          | Kam Kam Prodigy           | Eliminati            |
| House of Chanel           | Father Drama Chanel       | Eliminati            |
| House of Chanel           | Alanah Chanel             | Eliminati            |
| House of Chanel           | Angel Chanel              | Eliminati            |
| House of Chanel           | Cookie Chanel             | Eliminati            |
| House of Chanel           | Mari Chanel               | Eliminati            |